# Kanonická církev
Kanonická církev je v pohledu východního, resp. pravoslavného křesťanství taková, která tvoří autonomní organizační jednotku.

## Popis
Církev může a nemusí být uznána jako kanonická: z hlediska církevního práva; z hlediska uznání ekumenickým koncilem; z hlediska autority církevních Otců (a jejich děl).

## Aktuální situace (21. století)
V souvislosti s ruskou invazí na Ukrajině vznikla otázka po povaze Ukrajinské pravoslavné církve.<[ve zdroji nenalezeno] Následně byla uznána Ukrajinská pravoslavná církev Kyjevského patriarchátu, která již (žádnou autoritou neuznána) působila od roku 1992 a byla následně jednáním konstantinopolského patriarchátu, jmenovitě Bartolomějem I., uznána roku 2019.
Řecká starostylní pravoslavná církev nemá od roku 2007 kanonické postavení, kdy se RPCZ stala autonomní církví Moskevského patriarchátu. 